# Марсио Жозе де Оливейра
Ма́рсио Жозе́ де Оливе́йра (порт. Márcio José de Oliveira; род. 20 июля 1984, Ирапуан, Сан-Паулу), более известен как Марси́ньо (порт. Marcinho)  — бразильский футболист, полузащитник.

## Карьера
Футболом начал заниматься в школе клуба «Крузейро», с которым в 19-летнем возрасте подписал свой первый профессиональный контракт. В 2003 году вместе с командой выиграл чемпионат штата — Лигу Минейро, а также победил в Кубке и стал чемпионом страны. В январе 2004 года клуб отдал Марсио в аренду в «Гремио», однако за основной состав команды из Порту-Алегри он провёл всего одну игру. По возвращении обратно в «Крузейро» в июле того же года был продан в «Генчлербирлиги». Сумма трансфера составила около 400 тысяч евро.
В турецкой суперлиге двадцатилетний полузащитник дебютировал в матче с действующим чемпионом — «Фенербахче». На 77-й минуте он вышел на поле вместо Сертана Эсера. Голов в этом матче забито не было. В общей сложности в чемпионате Турции Марсиньо провёл шесть игр.
В начале 2006 года он вернулся на родину, подписав контракт с «Атлетико Минейро», представляющим бразильскую Серию B. В его составе дебютировал 19 апреля в игре с «Форталезой», в которой была одержана победа 3:1. Дебютный гол пришёлся на третий круг чемпионата, когда Марсио поразил ворота КРБ из штата Алагоас. Постепенно главный тренер команды начал доверять ему больше игрового времени. По итогам сезона «Атлетико» с семиочковым отрывом занял первую строчку и вместе с ещё тремя клубами поднялся в Серию A. В следующем году клуб стал чемпионом своего штата и занял восьмую строчку в чемпионате, что позволило квалифицироваться для участия в Южноамериканском кубке. Всего в 83 матчах в «Атлетико» Марсиньо забил 15 мячей.
В декабре 2007 года он в качестве свободного агента перешёл в «Ипатингу», но не сыграв ни одного матча, был отдан в аренду «Фламенго». Там он сразу дебютировал в Кубке Либертадорес с перуанским «Коронель Болоньеси», появившись в концовке встречи, которая завершилась без забитых мячей. Первый свой мяч Марсио забил 28 февраля в ворота «Сьенсиано», выйдя на 66-й минуте вместо Диего Тарделли и за две минуты до окончания основного времени установив победный для своей команды счёт. После этого он ещё дважды делал дубли: с уругвайским «Насьоналем» и мексиканской «Америкой». С пятью мячами Марсиньо стал лучшим бомбардиром клуба в этом розыгрыше Кубка Либертадорес, где команда дошла до 1/8 финала. Кроме этого, «Фламенго» стал победителем Лиги Кариока. В чемпионате первый матч за команду из Рио-де-Жанейро он сыграл 11 мая с «Сантосом». В этой игре Марсио забил сам и ассистировал Ибсону. В июне закончился срок аренды и полузащитник покинул команду, вернувшись в «Ипатингу».
В июле 2008 года Марсио отправился в катарскую Q-лигу, где подписал контракт со столичным «Катар СК». Первый мяч в его составе в чемпионате забил 23 января 2009 года в ворота «Аль-Харитията». Вместе с командой выиграл Кубок Наследного принца Катара в 2009 году, а также занял четвёртое и дважды пятое место в национальном первенстве.

## Достижения
Крузейро
- Чемпион Бразилии: 2003
- Победитель Лиги Минейро: 2003
- Обладатель Кубка Бразилии: 2003

Атлетико Минейро
- Победитель Серии B: 2006
- Победитель Лиги Минейро: 2007

Фламенго
- Обладатель Кубка Гуанабара: 2008
- Победитель Лиги Кариока: 2008

Катар СК
- Обладатель Кубка Наследного принца: 2009